# 小青海锦鸡儿
小青海锦鸡儿（学名：Caragana chinghaiensis var. minima）为豆科锦鸡儿属下的一个变种。

## 扩展阅读
- 維基物種上的相關：小青海锦鸡儿